# Kenneth Paul Block
Pour les articles homonymes, voir Block.
Kenneth Paul Block (1924-2009) est un illustrateur américain de mode mais aussi « le dessinateur de New York ». Durant une quarantaine d'années, il travaille pour Fairchild Publications, au Women's Wear Daily à partir des années 1950 puis au magazine W. 

## Biographie
Kenneth Paul Block est né en 1924 à New Rochelle et grandit à Larchmont, dans une famille aisée. Il commence à dessiner très jeune. Ils déménagent à Manhattan par la suite. Kenneth Paul Block suit des études à la Straubenmuller Textile High School dans les années 1940, puis à la Parson School. Il travaille ensuite comme dessinateur pour McCall's Patterns, une entreprise de patrons où il développe son sens du détail et des nuances pour le vêtement. 
Dans les années 1950, il entre au Women's Wear Daily au milieu de plusieurs illustrateurs dont il deviendra le chef de file, et y sera présent jusqu'en 1992 ; Kenneth Paul Block y illustre la mode et la vie mondaine new-yorkaise, ville à laquelle il sera associé comme « le dessinateur de New York ».
Utilisant au départ le fusain, ses dessins de personnalités mais surtout de la haute société essentiellement new-yorkaise, telles Babe Paley, Wallis Simpson, Gloria Vanderbilt, Jacqueline Kennedy-Onassis, Gloria Guinness (en), Diana Vreeland ou Amanda Burden (en), sont particulièrement remarqués,,,. Dans les années 1960, il couvre la mode parisienne, se rendant dans la capitale pour la saison des défilés. Vers cette époque Kenneth Paul Block adopte d'autres techniques picturales (crayons de couleur, marqueur ou aquarelle) et son style se modifie. Lors du lancement de W, en 1972, il sépare son temps entre ses propres clients et l'illustration pour Fairchild Publications. Vingt ans plus tard lorsque Fairchild ferme son département « Illustration », il est le premier à être licencié,. Une rétrospective de son travail est organisée quelques années plus tard au Museum of American Illustration (en). 
Kenneth Paul Block meurt le 23 avril 2009 à Manhattan, après avoir donné près de 2 000 de ses œuvres au Musée des Beaux-Arts,,.